# Moravská Dlouhá
Moravská Dlouhá, někdy také Dlouhá Ves (německy Mährisch Wiesen) je malá vesnice ležící při levém břehu řeky Svitavy, v těsném sousedství České Dlouhé a Březové nad Svitavou. Katastrální území Moravské Dlouhé má rozlohu 114,01 hektarů, v současnosti tvoří součást (k. ú. a ZSJ) města Březová nad Svitavou. Rozkládá se na moravské straně původní česko-moravské zemské hranice. Původně se jednalo o německou vesnici náležející k obci Muzlov v soudním okrese Svitavy. K 17. prosinci 1950 byla obec Muzlov výnosem okresního národního výboru ve Svitavách z 8. února 1950 sloučena se sousední obcí Českou Dlouhou v jednu obec pod názvem Dlouhá. Od roku 1960 byla tato nová obec součástí Březové nad Svitavou, s níž poté v letech 1976–1990 náležela k Brněnci.

## Další fotografie

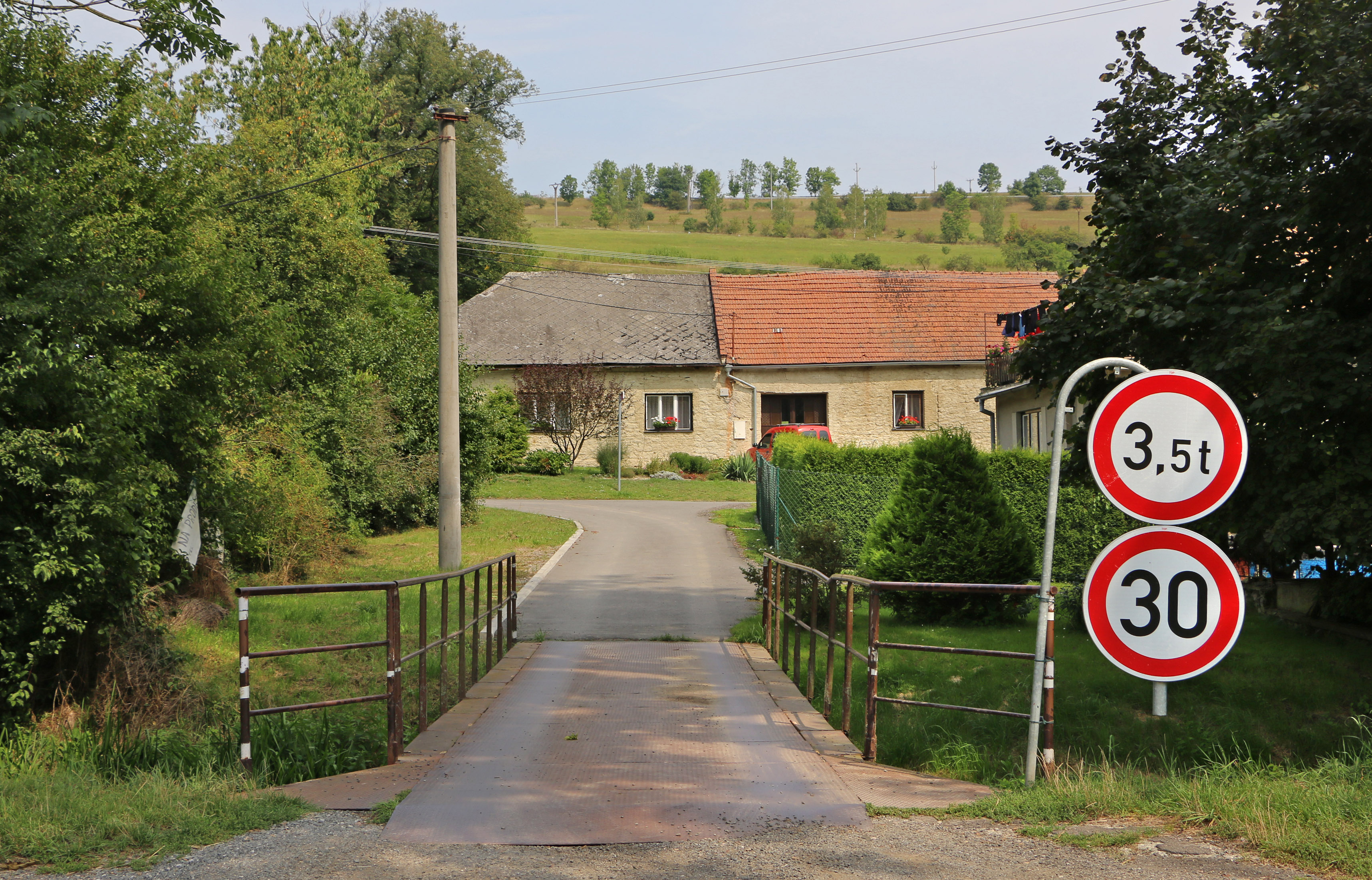
Most přes Svitavu
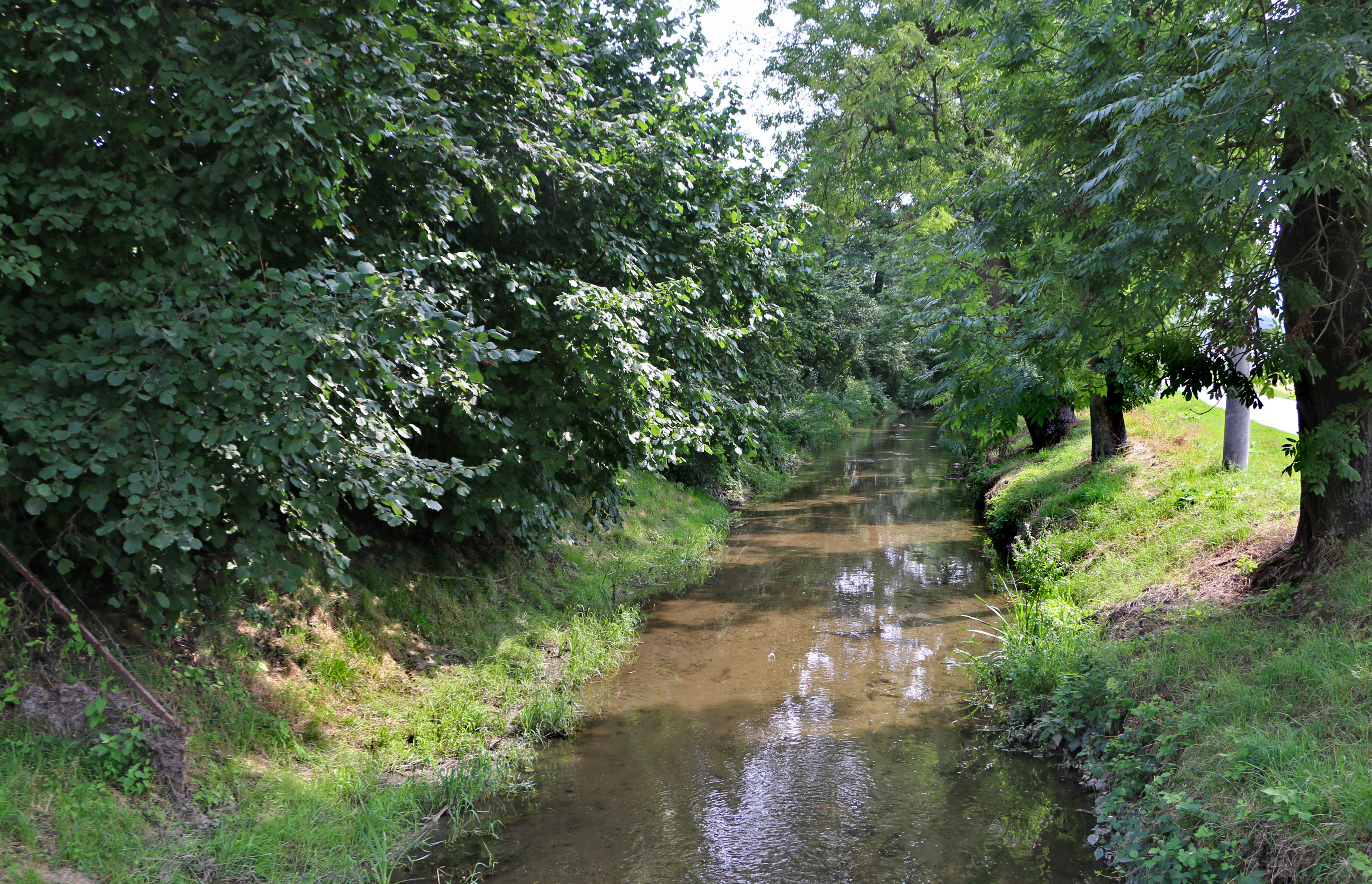
Svitava u vesnice
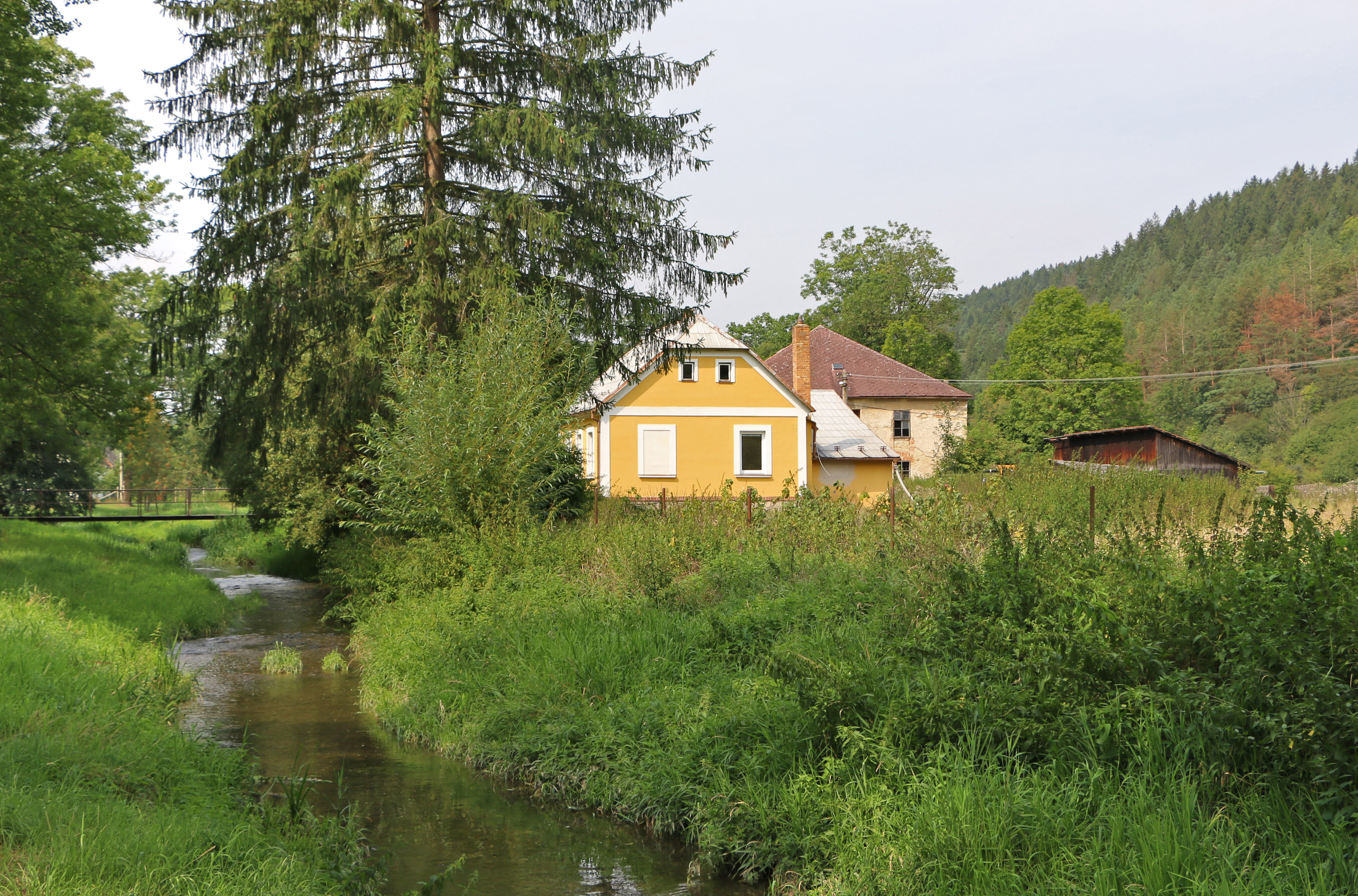
Západní část vesnice